# Фасада
Фасада (от френски: façade през италиански: facciata, произлизащо от латински: facies „лице“), в архитектурата представлява външната страна (лицева или главна, странична или дворна) на сграда. Оформянето на фасадата е свързано с плана на сградата и нейното предназначение и характер, като например театър, библиотека, жилищна сграда и други. Фасадата като част от архитектурата носи основните белези на епохата и съответния стил.
В исторически план понятието се отнася за главната външна страна или видимата страна на една сграда. По правило това е страната, обърната към улицата или към публичните места. Обикновено другите страни са много по-скромно оформени. При обществени сгради като например църкви, това могат да са западните фасади съгласно християнските традиции. При това отделните части на фасадата, като прозорци или колони се наричат фасадни елементи.

## Типология

### Оформление
- Фасада с отвори е създадена като масивна конструкция стена, в която за оформени отделни, ясно оформени отвори за врати и прозорци.
- Ламелна фасада означава фасада, при която ламелите са  важен елемент от оформлението
- Стенни елементи на немски: wandvorlage са строителни елементи, които излизат извън повърността на стената и оформят по-ясно фасадата. Те могат да са корнизи, долна дъска на прозорец, конзоли и други.[2]

### Материал
- Стъклени фасади са фасади, които са изработени предимно от стъкло.
- Дървени фасади, представляват фасади, изработени от профили и плочи от масивно дърво и различни дървени елементи.
- Фасади от естествен камък
- Фасади от метал например от горещо поцинкована стомана, изградана с помощта на свързващи елементи.
- Измазана фасада с мазилка, която предпазва от атмосферни влияния.

### Конструкция
Конструкцията на фасадата е комплексно съоръжение и има различни варианти.
- Конструкция с вертикални и хоризонтални носещи елементи, представляваща една стъклена фасада, при която стъклените панели са закрепени между вертикалните  колони и хоризонталните ригели.
- При структурираната остъклена фасада (Structural-Glazing-Fassade) стъклените панели са залепени или прихванати с профили между отделните стъклени панели, като при това се получава впечатление за цялостна стъклена конструкция без носещи части
- Вентилирана отзад външна облицовка
- "Фасада завеса" на английски: Curtain wall, състояща се от елементи с големи площи анкерирани към строителната конструкция
- Топлоизолационна фасада е фасадна система за външно топлоизолиране на стените на сградата, при което изолацията е закрепена към външната стена, има армиращ слой и накрая е измазана и боядисана.

## Исторически примери
- Фасада на домус от I век в Помпей, Италия
- Част от Central University Library в Букурещ, Румъния
- Фасадата на Блечли парк, Великобритания, е смес от архитектурни стилове
- Детайл от фасада в Прага, Чехия
- Фасада на кметство в Хойна,Полша
- Фасада на къща в Ансбах, Германия
- Атракционът Haunted Mansion в Дисниленд, състоящ се от сграда и фасада отпред, като по-голямата част от маршрута е извън парка в свързани сгради.
- Fantasy Gardens (Британска Колумбия) е увеселителен парк, чийто екстериор е проектиран да наподобява различни средновековни сгради
- Фасада на типичната сграда Casa Chorizo с различни орнаменти и цветово оформление в Буенос Айрес Аржентина.
- Старата сграда на пощата в Белград, Сърбия, построена в тил сръбско-византийски
- "Energetic rebuilding of a façade" (Germany): The outer walls are torn off and replaced at one wing of the building at a time while the other wing part is still/again in use
- Детайл от стъклената фасада на "Neues Kranzler Eck" от Helmut Jahn, намираща се в Берлин
- Фасада на двореца Хава Махал, Джайпур, Раджастан, Индия

## Фасади от 20-ти и  21-ви век
- Стъклена окачена фасада на Bauhaus Dessau, от Валтер Гропиус
- Църквата Hortenkachel от Egon Eiermann
- Фасада на Библиотека на Висше училище за устойчиво развитие Еберсвалде, изпълнена с фотобетон, Herzog & de Meuron
- Der Neue Zollhof, Дюселдорф, Франк Гери
- Медийната фасада на Kunsthaus Graz
- Фасада изпълнена със стъклени строителни елементи за сградата на фирма Hermès в Токио
- Стъклена фасада без ортогонални елементи
- Алуминиева сглобяема фасада, Alucobond spectra Cupral